# Caprí
Caprí é um compositor, cantor e músico de música popular brasileira.

## Discografia
- ”Caprí...chando no pagode”
- ”Caprí”
- ”Os sucessos da Arca”
- ”O samba descontraído de Caprí”